# Austerocardiochiles tujiazu
Austerocardiochiles tujiazu är en stekelart som beskrevs av Chen, Whitfield och He 2004. Austerocardiochiles tujiazu ingår i släktet Austerocardiochiles och familjen bracksteklar. Inga underarter finns listade.